# Полунин, Иван Александрович
Иван Александрович Полу́нин (25 августа 1912 года, с. Подлубово, ныне Кармаскалинский район — 2 июня 1990 года, Уфа) — Герой Советского Союза. Участник Великой Отечественной войны, помощник командира взвода 8-й стрелковой роты 1336-го стрелкового полка 319-й стрелковой дивизии 43-й армии 3-го Белорусского фронта, старший сержант.

## Биография
- 1930—1939 годы — работа на разных должностях на сельскохозяйственных предприятиях БАССР и в тресте «Росглавхлеб» в Уфе.
- Январь — август 1940 года служба в Красной Армии, участие в советско-финской войне 1939—1940 годов.
- 1940—1941 годы — заведующий базой «Речтрансторгпит» в Уфе,
- С июня 1941-го и до конца войны — в Красной Армии. Член ВКП(б) / КПСС с 1943 года.
- В апреле 1945 года — помощник командира взвода 8-й стрелковой роты 1336-го стрелкового полка 319-й стрелковой дивизии 43-й армии 3-го Белорусского фронта, старший сержант.
- 9 апреля 1945 года в боях на подступах к столице Восточной Пруссии городу Кёнигсбергу (ныне Калининграду), первым проник в форт Маринберг, заменил выбывшего из строя командира роты, поднял бойцов в штыковую атаку, лично подорвал гранатами пушку и захватил в плен более 30 солдат и офицеров противника. Был ранен, но не покинул поле боя. В наградном листе на звание Героя Советского Союза так был описан его подвиг[1]:

…штурмовой роте 3 стрелкового батальона была поставлена боевая задача: первой прорваться в форт Маринберг, который прикрывал подступы к Кёнигсбергу с запада, уничтожить пушку и 2 вражеских пулемёта. Задача предстояла нелегкая. Форт находился на господствующей высоте. Артиллерия и пулеметы противника непрерывным огнём поливали все подступы к форту.
       Старший сержант И. А. Полунин, будучи помощником командира стр. взвода, ясно понимал сложность предстоящей задачи. Он, прежде всего, довёл и разъяснил поставленную задачу всем подчинённым, проверил боеготовность оружия, наличие боеприпасов, рассказал бойцам о последних новостях. С наступлением рассвета началось артиллерийское наступление, и вскоре был подан сигнал в атаку. За разрывами своих снарядов впереди атакующей роты уверенно двигался вперед тов. Полунин. Но тут снова заработали пулемёты противника, рота залегла. Командир взвода убит, имеются раненые. И. А. Полунин возглавляет командование взводом.
       «За Сталина! Вперед на форт!», — так призвал своих воинов тов. Полунин и сам ринулся вперёд, первым ворвался во вражескую траншею, которая была последней на подступах к форту.
       Примеру тов. Полунина последовал весь взвод. В траншее врага завязался рукопашный бой. В этой схватке тов. Полунин убил 5 немцев и пленил двух немецких офицеров. После того, как взвод овладел траншеей, противник перешёл в контратаку.
       Во время этого боя расчёт станкового пулемёта, который поддерживал наступающий взвод, вышел из строя. Здесь снова тов. Полунин проявил отвагу и сметку. Он быстро лёг за станковый пулемёт, устранил задержку и повёл губительный огонь по атакующей группе немцев. Немцы не выдержали отпора и поспешно отступили, оставив на поле боя 20 трупов. Наши артиллерия и миномёты повторили налёт. И. А. Полунин снова впереди атакующих.
       Убит командир роты. Бойцы не растерялись, они продолжали стремительно двигаться за душой роты тов. Полуниным. Ничто не могло удержать наступающих храбрецов. Вот взлетела связка гранат, брошенная тов. Полуниным в одну из амбразур, и пулемёт врага замолчал навсегда. Одна, вторая противотанковые гранаты полетели в другую амбразуру, где была выведена на строя 75-мм пушка и уничтожен её расчёт.
       Старший сержант тов. Полунин, будучи раненным, не щадя своей жизни, первым врывается с гранатой во двор форта. Немцы, напуганные действиями одного нашего храброго воина, выбросили белый флаг и открыли дверь. Более 30 немцев вышли из каземата с поднятыми руками. В открытую дверь уже входили наши подразделения. Вскоре форт пал, гарнизон противника был полностью пленён. Задача была выполнена
- Участник Парада Победы 24 июня 1945 года в Москве на Красной площади.
- После демобилизации работал на Уфимском хлебозаводе N 5, председателем Башкирского областного комитета профсоюза рабочих хлебопекарной промышленности, председателем Башкирского областного комитета профсоюза рабочих пищевой промышленности, старшим инспектором по кадрам Министерства социального обеспечения Башкирской АССР и др.

## Звания и награды
- Герой Советского Союза (19.04.1945)[1][2];
- орден Ленина (19.04.1945);
- орден Красного Знамени;
- орден Отечественной войны 1-й степени;
- орден Отечественной войны 2-й степени;
- орден Славы 3-й степени;
- две медали «За отвагу»;
- другие медали.